# George Stott
George Henry Stott (ur. 6 października 1888, zm. 14 marca 1969) – brytyjski zapaśnik walczący w stylu wolnym. Olimpijczyk z Paryża 1924, gdzie zajął dziewiąte miejsce w wadze piórkowej.
Mistrz kraju w 1914 i 1919 roku.

## Letnie Igrzyska Olimpijskie 1924
| Konkurencja      | Rundy eliminacyjne    | Klas. końcowa |
| Konkurencja      | 1/8                   | Miejsce       |
| ---------------- | --------------------- | ------------- |
| 61 kg styl wolny | Claude Angelo (AUS) P | 9.            |